# ویکتور اندیپ
ویکتور اندیپ (انگلیسی: Victor N'Dip؛ زادهٔ ۱۸ اوت ۱۹۶۷) بازیکن فوتبال اهل کامرون بود.
وی همچنین در تیم ملی فوتبال کامرون بازی کرده‌است.